# 静浦山地
静浦山地（しずうらさんち）は静岡県の駿河湾奥部の海岸沿いにある山並みの総称。近年では、沼津市南東部に当たる、北端の香貫山から大平山周辺までの山域を、地元の登山愛好会が沼津アルプスと命名し、この名も定着しつつある。
この山地にはシイやカシ類の常緑広葉樹林が分布し、特にウバメガシの純林は日本では北限に当たり、貴重な自然環境が残されている。

## 成り立ち

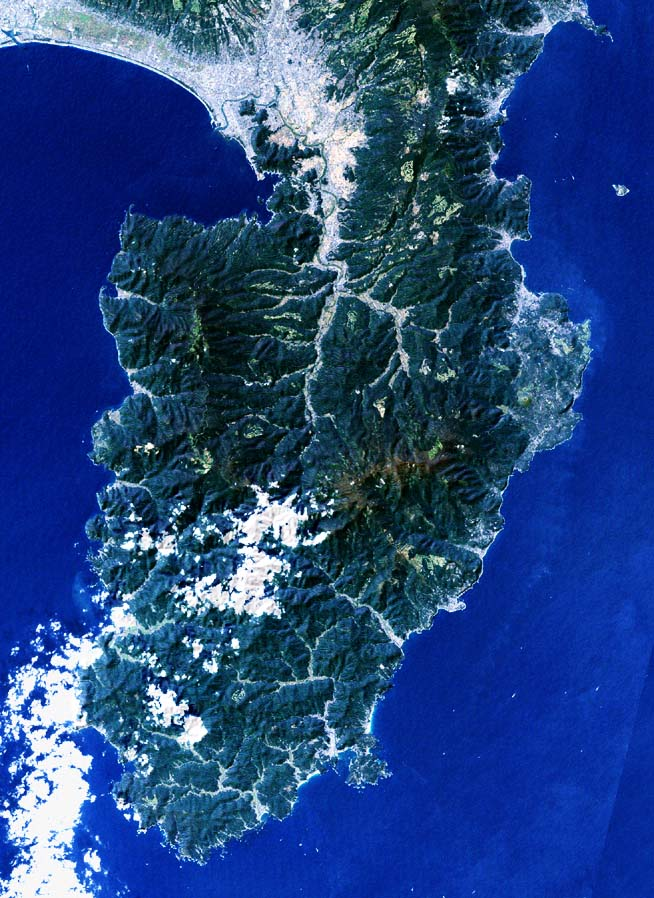
静浦山地は伊豆半島の北西部の付け根に位置する。

静浦山地は白浜層群と呼ばれる地層で構成され、これは仁科層群・湯ヶ島層群に次いで、伊豆半島で3番目に古い地層である。この白浜層群のほとんどは、およそ1千万〜200万年前の海底火山の噴出物と、そこから削られた土砂が近くの浅い海底にたまってできた地層からなっている。静浦山地は、それらの海底火山がフィリピン海プレートと本州側のプレートの衝突によって隆起し、浸食が進み現在の複雑な姿となったのである。
なお、静浦山地の東には田方平野があるが、約6,000年前の縄文時代には、完新世の気候最温暖期による縄文海進のため、海面が現在よりも数m高くなり、伊豆の国市の旧伊豆長岡町付近までは入江で、古狩野湾を形成していた。

## 主な山と峠
北から
- 香貫山（かぬきやま） 193 m

八重坂峠
- 横山（よこやま） 183 m

横山峠
- 徳倉山（とくらやま） 256 m

志下坂峠
馬込峠
志下峠
- 鷲頭山（わしずやま） 392 m

多比峠
多比口峠
- 大平山（おおひらやま）356 m

新城尾根分岐
- 金山 217 m
- 若宮山 145 m

江間分岐

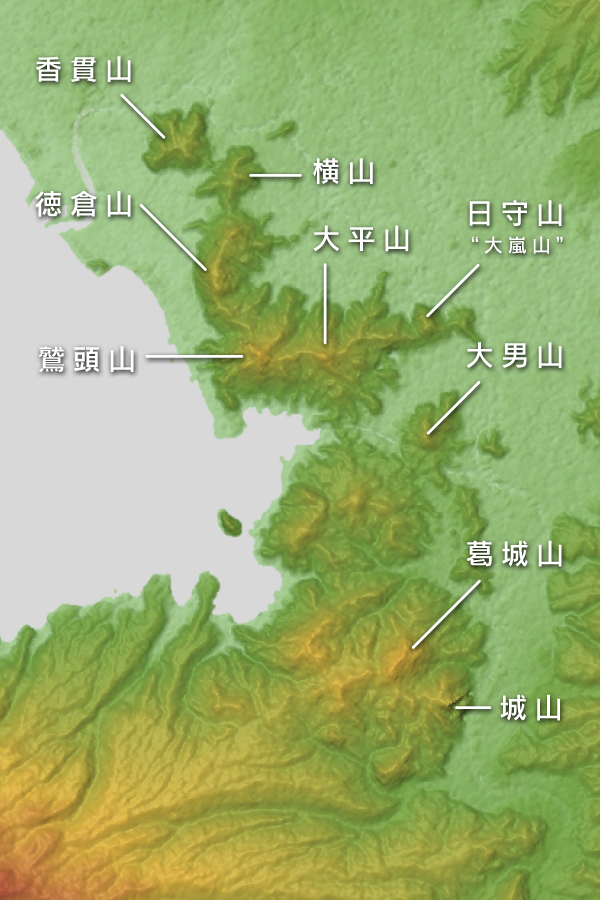
地形図 文字なし
左下は達磨火山の山体

- 大嵐山（日守山） （おおあらしやま） 191 m
- 茶臼山 128 m
- 大男山 （おとこやま） 207 m
- 発端丈山（ほったんじょうやま） 410 m
- 葛城山（かつらぎやま） 452 m
- 城山（じょうやま） 342 m

※山の呼び方は国土地理院地図閲覧サービス"ウォッちず"に基づく。なお、大平山の山頂標識には「おおべらやま」と表記されている。

## 登山

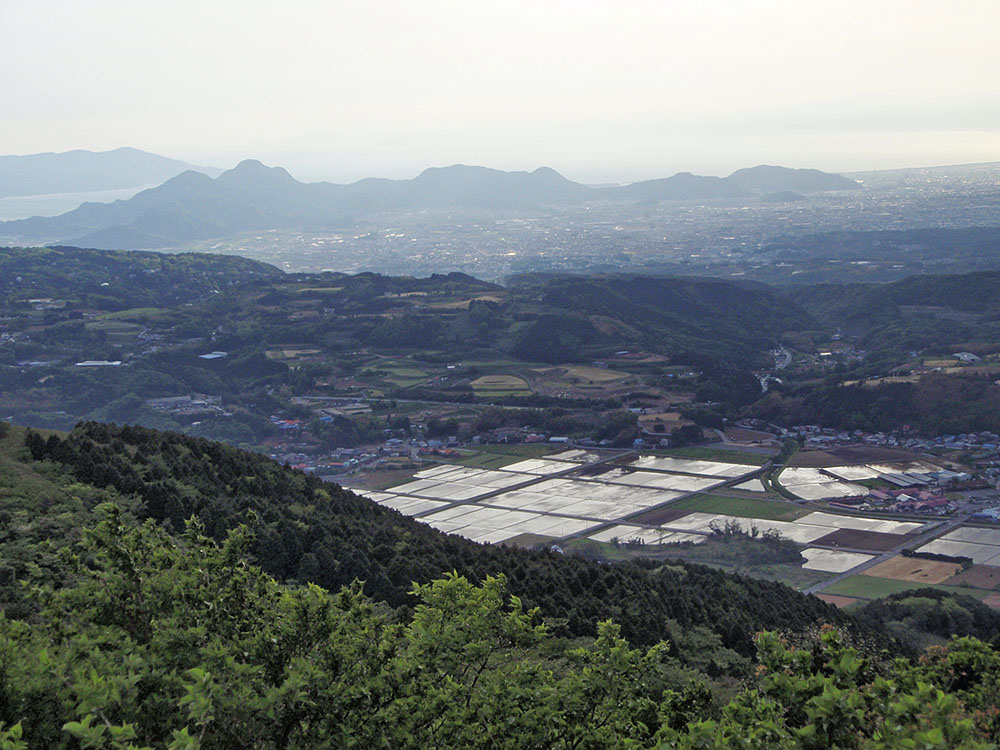
丹那山地より見る静浦山地

### 沼津アルプス
香貫山から大平山までの5山7峠の山域のことで、標高が400mにも満たない低山にもかかわらず、鎖場も多く起伏に富んだ登山道があり、また、駿河湾や富士山を望める景勝のために登山愛好家に人気がある。登山家である岩崎元郎の新日本百名山に、「沼津アルプス」として100座中2番目に低い標高ながら選出され、遠方の者にも知られるようになった。各峠へ繋がる山道が多く、体力を予想以上に消耗した際に、途中で下山できる利点があり、安心して登山を楽しめる山域と言える。

### 奥沼津アルプス
上記の5山7峠を越え、大平山から東に伸びる尾根にある、大嵐山（通称日守山）と末端の茶臼山まで続く山並みを、俗に奧沼津アルプスと呼ぶ。

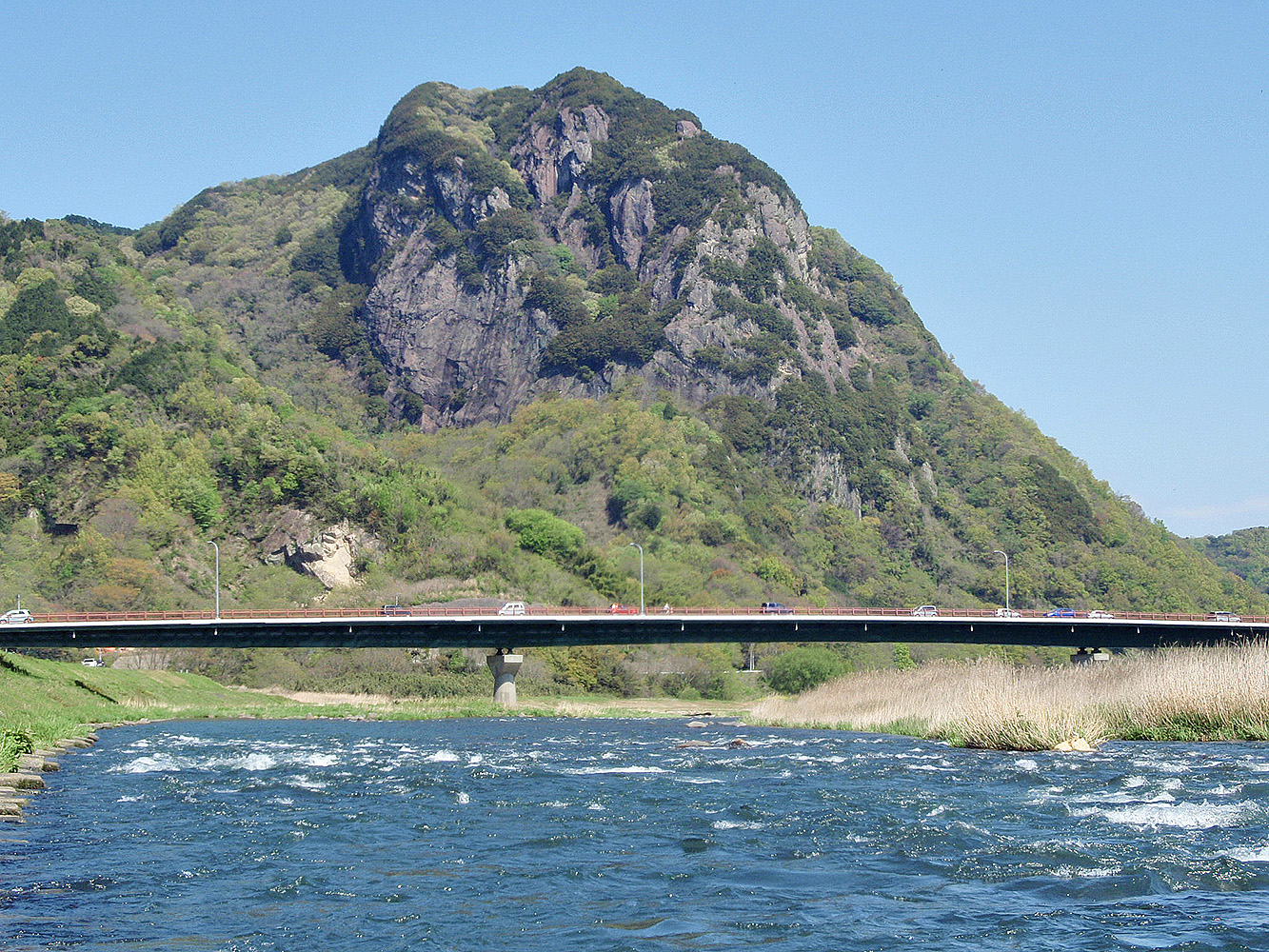
狩野川と城山

大半の登山者の終着地となる大嵐山の山頂は、日守山公園として整備されており、東方向の眺めに優れる。
大嵐山から大平山へと歩く際は、日守山公園にある展望台から西に伸びる尾根を進み、林の一番奥にある公園全体を仕切る擬木の柵の切れ目が登山口である。なお、茶臼山から大嵐山方向への登山道は、狩野川に掛かる石堂橋から、200m程度離れた道沿いの山の斜面に、コンクリート舗装された狭い歩道を登って行くと鳥居と祠があり、そのすぐ手前に登山道がある。

### その他のコース
狩野川の脇から城山に登り、葛城山を越え、発端丈山を経て駿河湾に至るコース。葛城山にはロープウェーがあり、この山の頂上が出発地および到着地となるコースも可能である。
なお、岩肌が露出する箇所があり、鷲頭山や城山ではロッククライミングを楽しむこともできる。